# Иван Радовић
Иван Радовић (Вршац, 22. јун 1894 — Београд, 14. август 1973) био је српски сликар, ликовни критичар, дописни члан САНУ.

## Биографија
Завршио је Учитељску школу у Сомбору. Сликарство је учио на Академији у Будимпешти од 1917. до 1919.
Ради студија уметности 1921. године путовао је у Минхен, Праг и Венецију, а боравио је у Прагу и Паризу.
У Београд се доселио 1927. године. Бави се педагошким радом у школи у Станишићу, Учитељској и Вишој девојачкој школи у Сомбору. Једно време је био професор Уметничке школе у Београду.
Први пут излагао 1922. године у Београду. Припадао је групама „Слободни“, „Облик“ и „Шесторица“. Био је члан УЛУС-а.
Успешно се бавио тенисом. Био је првак Југославије 1929. године. Те године је играо у Дејвис купу против Грчке.
Био је дописни члан САНУ 1970. године.
Његов брат је био свештеник и фотограф Милорад Радовић (1892-1934).
Сахрањен је у Алеји заслужних грађана на Новом гробљу у Београду.

## Сликарство
Сликарски опус Ивана Радовића је велики и по броју радова (слика, цртежа и акварела), али и по значају и месту у српској уметности двадесетог века. Критичари и историчари модерне уметности приметили су у његовом раду кретање од традиционализма до авангарде, од устаљених путева савремености његовог времена до излета у наивизам и колористички експресионизам који је био најкарактеристичнији за српску уметност тог периода. Није се устручавао ни да се упусти у експерименте са апстрактним изразом, посебно током прве половине треће деценије. У основном, његов сликарски пут се кретао од раног периода конструктивизма и посткубизма, преко неокласицизма и неопримитивизма средњег перида до романтизма и поетског реализма који је обележио крај овог самосвојног стваралаштва. И тематски се Радовићево сликарство кретало у широком распону од пејзажа, ентеријера и жанрсцена до портрета и актова. Због оваквог својеврсног спајања и преплитања стилских карактеристика и тематских садржаја, сликартсво Ивана Радовића постављено је у најзначајнијим историјским прегледима на једно од најистакнутијих места у српској сликарској уметности епохе модернизма.

## Самосталне изложбе
- 1925 Сала основне школе код Саборне цркве, Београд
- 1928 Летњи павиљон Официрског дома, Београд
- 1929 Уметнички павиљон „Цвијета Зузорић“, Београд
- 1932 Уметнички павиљон „Цвијета Зузорић“, Београд
- 1933 Уметнички павиљон „Цвијета Зузорић“, Београд
- 1952 Уметнички павиљон „Цвијета Зузорић“, Београд
- 1960 Галерија дома ЈНА, Београд
- 1963 Народни музеј, Зрењанин
- 1964 Градско музеј, Вршац
- 1966 Галерија Матице српске, ретроспективна изложба, Нови Сад
- 1971 Галерија САНУ, ретроспективна изложба, Београд

Постхумне изложбе
- 1978 Ликовна галерија, Сомбор
- 1984 Галерија САНУ, Београд
- 2009 Народни музеју, Ваљево
- 2010 Културни центар, Вршац, Спомен-збирка Павла Бељанског, Нови Сад
- 2010 Галерија Хаос, Београд
- 2011 Галерија легат Милице Зорић и Родољуба Чолаковића, Београд